# Hans Sibbelee

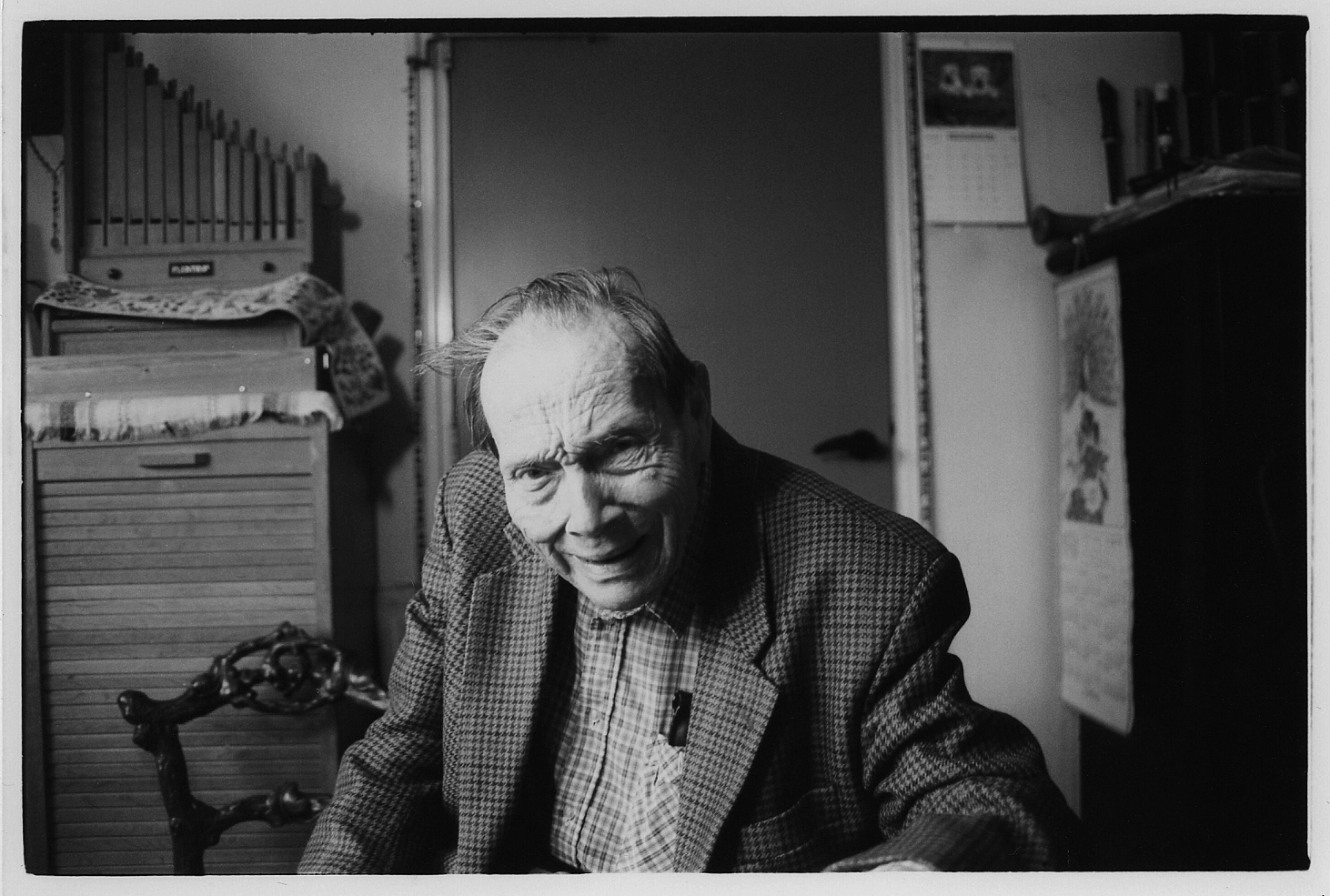
Fotograaf Hans Sibbelee, thuis in Maartensdijk

Hans Sibbelee (Leeuwarden, 8 november 1915 – Maartensdijk, 30 maart 2003) was een Nederlands fotograaf en verzetsstrijder tijdens de Tweede Wereldoorlog.

## Opleiding en werk
Sibbelee volgde tussen 1933 en 1935 een elektrotechnische opleiding te Tiel en trad daarna in dienst van Philips. Na enkele maanden werd hij echter ontslagen omdat hij communistische geschriften meenam naar de werkvloer, waarna hij in Den Haag als radiotechnicus ging werken bij de firma Van der Heem en Bloemsma. Hij verhuisde naar het Gemeenschapshuis in Voorburg waar hij deel uitmaakte van een groep links geëngageerde jongeren, onder wie studenten aan de kunstacademie Emmy Andriesse, Hans IJzerman, Annetje Kupferschmid, Lex Metz, Jan Kann en Henk Wanink, de fotograaf Hans Wolf en onderwijzer en spanjestrijder Wim de Lathouder.

## Spaanse Burgeroorlog
Na het uitbreken van de Spaanse Burgeroorlog in 1936 sloot hij zich in in 1937, inmiddels meerderjarig, aan bij de Internationale Brigade. Het front zou Sibbelee nooit bereiken. Hij belandde door ziekte in het noodhospitaal van Benicasim, waar zijn technische kennis goed van pas zou komen bij het onderhoud van de medische apparatuur. In het universiteitsziekenhuis in Murcia kreeg Sibbelee het verzoek van een Joodse arts om het leven in oorlogstijd vast te leggen en kreeg Sibbelee zijn Leica te leen. Hier was Sibbelee voor het eerst actief als fotograaf. In maart 1938 vertrok Sibbelee weer via Frankrijk, waar hij twee maanden als hulpkracht werkte bij de Internationale Rode Hulp, naar Nederland.

## Fotografische loopbaan
Eind mei 1938 keerde hij terug naar het Gemeenschapshuis, dat inmiddels in gewijzigde samenstelling intrek had genomen in een pand aan de Bankastraat in Den Haag. Meer over dit Gemeenschapshuis en Sibbelee is te lezen in het boek Sag nie, du gehst den letzten Weg (Berlin, 1986), de autobiografie van Lin Jaldati en Eberhard Rebling, in 2024 in het Nederlands verschenen onder de titel Lied van verzet (vertaald door Johan Meijer, Diete Oudesluijs, Rimco Spanjer en Sander Stotijn). In dit boek zijn ook foto's van Sibbelee opgenomen. 
Na een reis door IJsland in 1938, volgens Sibbelee een verzoek om op geheime missie te gaan, waar hij fotografeerde met een Nettax kleinbeeldcamera, koos Sibbelee er terug in Nederland voor om in de leer te gaan bij het Amsterdamse reclamebureau annex fotostudio Co-op 2, onder leiding van Paul Guermonprez, die Sibbelee mogelijk al kende uit het Gemeenschapshuis. Gedurende de Duitse bezetting volgde hij lessen kunstgeschiedenis en kreeg van het Ministerie van Onderwijs Kunsten en Wetenschappen de opdracht de belangrijkste monumenten in Nederland te fotograferen. Hij zou het fotograferen van kunst en architectuur zijn gehele leven voortzetten.

### Ondergedoken Camera
Hij sloot zich in de loop van 1944 aan bij "De Ondergedoken Camera", een groep Amsterdamse fotografen die illegaal de bezettingstijd vastlegden. Ook speelde hij als elektrotechnicus een belangrijke rol in het verzet door radio-ontvangers te bouwen en documenteerde hij illegale activiteiten, onder meer op zijn onderduikadres aan de Kromme Waal 31 te Amsterdam. Ook legde hij wapenoefeningen en -instructies vast. Deze negatieven zijn waarschijnlijk verloren gegaan.

### Naoorlogse werkzaamheden
Na de bevrijding nam hij zijn geliefde onderwerp, vastleggen van kunst en architectuur weer op en werkte veel voor Uitgeverij Contact. Hij fotografeerde veel religieuze bouwkunst en beeldhouwwerken, kastelen en landhuizen in Nederland en hedendaagse architectuur. Veel van de resulterende boeken over kerkelijke kunst maakte Sibbelee in samenwerking met prof. Frits van der Meer, een pater die hij tijdens de oorlogsjaren was tegengekomen. In de jaren vijftig maakte Hans Sibbelee verschillende reizen naar Rusland. Als communist bracht hij vaak enkel de positieve kanten van de communistische heilstaat in beeld. Ook bracht hij in 1959 een bezoek aan China waar hij fotografeerde. Toch zal Sibbelee vooral herinnerd blijven door zijn vele geografische en kunsthistorische fotoreportages.

## Nalatenschap
De collectie van Sibbelee wordt beheerd door het Centrum Kunsthistorische Documentatie (CKD) van de Radboud Universiteit Nijmegen (afdeling kunstgeschiedenis). Dit centrum beheert ruim 10.000 afdrukken en meer dan 30.000 negatieven.